# Adalbert I Babenberg
Adalbert I Babenberg (ur. ok. 985  – zm. 26 maja 1055 w Melku) – margrabia Marchii Austriackiej w latach 1018-1055.
Wywodził się z dynastii Babenbergów. Był synem Leopolda I Babenberga. Adalbert był od 1010 roku grafem Schweinachgau a od 1011 grafem Künziggau. W 1018 roku przejął po bracie Henryku I Mocnym margrabstwo Austrii. Brał udział w kampaniach wojennych na pograniczu Czech i Węgier. Jego siedzibą rodową stał się gród w Melku.

## Rodzina
Był żonaty od ok. 1020 roku z Glismodą, siostrą biskupa z Paderborn a potem z Frowizą, córką doży Ottona Orseolo.
Z pierwszego związku pochodzili:
- Leopold (1025–1043), przeznaczony na tron Marchii Węgierskiej;
- Ernest I Mężny (1027 - 10 czerwca 1075).

Drugie małżeństwo pozostało bezdzietne.